# Hybometra senta
Hybometra senta is een haarster uit de familie Antedonidae.
De wetenschappelijke naam van de soort werd in 1913 gepubliceerd door Austin Hobart Clark.